# 7.ª etapa do Tour de France de 2021
A 7.ª etapa do Tour de France de 2021 teve lugar a 2 de julho de 2021 entre Vierzon e Le Creusot sobre um percurso de 249,1 km e foi vencida pelo esloveno Matej Mohorič da equipa Bahrain Victorious. O neerlandês Mathieu van der Poel conseguiu manter o maillot amarelo.

## Classificação da etapa
| Vierzon - Creusot | etapa escarpada | (249,1 km) |

| \| Classificação por etapas \| Classificação por etapas \| Classificação por etapas \| Classificação por etapas \| Classificação por etapas \| \| Ciclista \| Ciclista \| Equipe \| Tempo \| \| \| ------------------------ \| ------------------------ \| ------------------------ \| ------------------------ \| ------------------------ \| \| 1. \| Matej Mohorič \| Bahrain Victorious \| 5h28m20s \| \| \| 2. \| Jasper Stuyven \| Trek-Segafredo \| + 1m20s \| \| \| 3. \| Magnus Cort \| EF Education-Nippo \| + 1m40s \| \| \| 4. \| Mathieu van der Poel \| Alpecin-Fenix \| + 1m40s \| \| \| 5. \| Kasper Asgreen \| Deceuninck-Quick Step \| + 1m40s \| \| \| 6. \| Franck Bonnamour \| B&B Hotels p/b KTM \| + 1m40s \| \| \| 7. \| Patrick Konrad \| Bora-Hansgrohe \| + 1m40s \| \| \| 8. \| Wout van Aert \| Jumbo-Visma \| + 1m40s \| \| \| 9. \| Brent Van Moer \| Lotto-Soudal \| + 1m44s \| \| \| 10. \| Dorian Godon \| AG2R Citroën Team \| + 2m45s \| \| |                      |                       |          |
| |                      |                       |          |
| Fonte: ProCyclingStats |                      |                       |          |
| Classificação por etapas |                      |                       |          |
| Ciclista | Ciclista             | Equipe                | Tempo    |
| 1. | Matej Mohorič        | Bahrain Victorious    | 5h28m20s |
| 2. | Jasper Stuyven       | Trek-Segafredo        | + 1m20s  |
| 3. | Magnus Cort          | EF Education-Nippo    | + 1m40s  |
| 4. | Mathieu van der Poel | Alpecin-Fenix         | + 1m40s  |
| 5. | Kasper Asgreen       | Deceuninck-Quick Step | + 1m40s  |
| 6. | Franck Bonnamour     | B&B Hotels p/b KTM    | + 1m40s  |
| 7. | Patrick Konrad       | Bora-Hansgrohe        | + 1m40s  |
| 8. | Wout van Aert        | Jumbo-Visma           | + 1m40s  |
| 9. | Brent Van Moer       | Lotto-Soudal          | + 1m44s  |
| 10. | Dorian Godon         | AG2R Citroën Team     | + 2m45s  |

## Classificações ao final da etapa

### Classificação geral(Maillot Jaune)
| \| Classificação geral \| Classificação geral \| Classificação geral \| Classificação geral \| Classificação geral \| \| Ciclista \| Ciclista \| Equipe \| Tempo \| \| \| ------------------- \| -------------------- \| --------------------- \| ------------------- \| ------------------- \| \| 1. \| Mathieu van der Poel \| Alpecin-Fenix \| 25h39m17s \| \| \| 2. \| Wout van Aert \| Jumbo-Visma \| + 30s \| \| \| 3. \| Kasper Asgreen \| Deceuninck-Quick Step \| + 1m49s \| \| \| 4. \| Matej Mohorič \| Bahrain Victorious \| + 3m01s \| \| \| 5. \| Tadej Pogačar \| UAE Team Emirates \| + 3m43s \| \| \| 6. \| Vincenzo Nibali \| Trek-Segafredo \| + 4m12s \| \| \| 7. \| Julian Alaphilippe \| Deceuninck-Quick Step \| + 4m23s \| \| \| 8. \| Alexey Lutsenko \| Astana-Premier Tech \| + 4m56s \| \| \| 9. \| Pierre Latour \| TotalEnergies \| + 5m03s \| \| \| 10. \| Rigoberto Urán \| EF Education-Nippo \| + 5m04s \| \| |                      |                       |           |
| |                      |                       |           |
| Fonte: ProCyclingStats |                      |                       |           |
| Classificação geral |                      |                       |           |
| Ciclista | Ciclista             | Equipe                | Tempo     |
| 1. | Mathieu van der Poel | Alpecin-Fenix         | 25h39m17s |
| 2. | Wout van Aert        | Jumbo-Visma           | + 30s     |
| 3. | Kasper Asgreen       | Deceuninck-Quick Step | + 1m49s   |
| 4. | Matej Mohorič        | Bahrain Victorious    | + 3m01s   |
| 5. | Tadej Pogačar        | UAE Team Emirates     | + 3m43s   |
| 6. | Vincenzo Nibali      | Trek-Segafredo        | + 4m12s   |
| 7. | Julian Alaphilippe   | Deceuninck-Quick Step | + 4m23s   |
| 8. | Alexey Lutsenko      | Astana-Premier Tech   | + 4m56s   |
| 9. | Pierre Latour        | TotalEnergies         | + 5m03s   |
| 10. | Rigoberto Urán       | EF Education-Nippo    | + 5m04s   |

### Classificação por pontos(Maillot Vert)
| Classificação por pontos | Classificação por pontos | Classificação por pontos | Classificação por pontos | Classificação por pontos |
| Ciclista                 | Ciclista                 | Equipe                   | Pontos                   |                          |
| ------------------------ | ------------------------ | ------------------------ | ------------------------ | ------------------------ |
| 1.                       | Mark Cavendish           | Deceuninck-Quick Step    | 168 pts                  |                          |
| 2.                       | Mathieu van der Poel     | Alpecin-Fenix            | 103 pts                  |                          |
| 3.                       | Jasper Philipsen         | Alpecin-Fenix            | 102 pts                  |                          |
| 4.                       | Nacer Bouhanni           | Arkéa-Samsic             | 99 pts                   |                          |
| 5.                       | Michael Matthews         | BikeExchange             | 96 pts                   |                          |
| 6.                       | Julian Alaphilippe       | Deceuninck-Quick Step    | 84 pts                   |                          |
| 7.                       | Peter Sagan              | Bora-Hansgrohe           | 72 pts                   |                          |
| 8.                       | Sonny Colbrelli          | Bahrain Victorious       | 66 pts                   |                          |
| 9.                       | Tadej Pogačar            | UAE Team Emirates        | 64 pts                   |                          |
| 10.                      | Tim Merlier              | Alpecin-Fenix            | 62 pts                   |                          |

### Classificação da montanha(Maillot à Pois Rouges)
| Classificação da montanha | Classificação da montanha | Classificação da montanha | Classificação da montanha | Classificação da montanha |
| Ciclista                  | Ciclista                  | Equipe                    | Pontos                    |                           |
| ------------------------- | ------------------------- | ------------------------- | ------------------------- | ------------------------- |
| 1.                        | Matej Mohorič             | Bahrain Victorious        | 11 pts                    |                           |
| 2.                        | Ide Schelling             | Bora-Hansgrohe            | 5 pts                     |                           |
| 3.                        | Mathieu van der Poel      | Alpecin-Fenix             | 4 pts                     |                           |
| 4.                        | Jasper Stuyven            | Trek-Segafredo            | 4 pts                     |                           |
| 5.                        | Anthony Perez             | Cofidis                   | 3 pts                     |                           |
| 6.                        | Brent Van Moer            | Lotto-Soudal              | 3 pts                     |                           |
| 7.                        | Julian Alaphilippe        | Deceuninck-Quick Step     | 2 pts                     |                           |
| 8.                        | Edward Theuns             | Trek-Segafredo            | 2 pts                     |                           |
| 9.                        | Tadej Pogačar             | UAE Team Emirates         | 2 pts                     |                           |
| 10.                       | Greg Van Avermaet         | AG2R Citroën Team         | 1 pt                      |                           |

### Classificação do melhor jovem(Maillot Blanc)
| Classificação dos jovens | Classificação dos jovens | Classificação dos jovens | Classificação dos jovens | Classificação dos jovens |
| Ciclista                 | Ciclista                 | Equipe                   | Tempo                    |                          |
| ------------------------ | ------------------------ | ------------------------ | ------------------------ | ------------------------ |
| 1.                       | Tadej Pogačar            | UAE Team Emirates        | 25h43m00s                |                          |
| 2.                       | Jonas Vingegaard         | Jumbo-Visma              | + 1m35s                  |                          |
| 3.                       | David Gaudu              | Groupama-FDJ             | + 2m27s                  |                          |
| 4.                       | Sergio Higuita           | EF Education-Nippo       | + 2m58s                  |                          |
| 5.                       | Lucas Hamilton           | BikeExchange             | + 3m51s                  |                          |
| 6.                       | Aurélien Paret-Peintre   | AG2R Citroën Team        | + 5m14s                  |                          |
| 7.                       | Neilson Powless          | EF Education-Nippo       | + 10m51s                 |                          |
| 8.                       | Brent Van Moer           | Lotto-Soudal             | + 12m11s                 |                          |
| 9.                       | Mark Donovan             | Team DSM                 | + 12m46s                 |                          |
| 10.                      | Dorian Godon             | AG2R Citroën Team        | + 13m09s                 |                          |

### Classificação por equipas(Classement par Équipe)
| Classificação por equipes | Classificação por equipes | Classificação por equipes | Classificação por equipes |
| Equipe                    | Equipe                    | Tempo                     |                           |
| ------------------------- | ------------------------- | ------------------------- | ------------------------- |
| 1.                        | Jumbo-Visma               | 77h09m12s                 |                           |
| 2.                        | Trek-Segafredo            | + 13s                     |                           |
| 3.                        | EF Education-Nippo        | + 2m25s                   |                           |
| 4.                        | Bahrain Victorious        | + 3m07s                   |                           |
| 5.                        | Astana-Premier Tech       | + 4m40s                   |                           |
| 6.                        | Deceuninck-Quick Step     | + 6m12s                   |                           |
| 7.                        | Ineos Grenadiers          | + 7m00s                   |                           |
| 8.                        | Team BikeExchange         | + 7m18s                   |                           |
| 9.                        | Bora-Hansgrohe            | + 9m50s                   |                           |
| 10.                       | Movistar Team             | + 12m16s                  |                           |

## Abandonos
Nenhum.